# الكوثر (غرناطة)
الكوثر هي قرية في بلدية بِرجولِس تابعة لمقاطعة غرناطة في الأندلس في إسبانية.